# Rouellé
Rouellé est une ancienne commune française du Passais, située dans le département de l'Orne en région Normandie, devenue le 1er janvier 2016 une commune déléguée au sein de la commune nouvelle de Domfront-en-Poiraie.
Elle est peuplée de 185 habitants.

## Géographie
| Saint-Georges-de-Rouelley | Lonlay-l'Abbaye        | Lonlay-l'Abbaye                                        |
| Saint-Georges-de-Rouelley | Rouellé                | La Haute-Chapelle (comm. nouv. de Domfront en Poiraie) |
| Saint-Roch-sur-Égrenne    | Saint-Roch-sur-Égrenne | La Haute-Chapelle (comm. nouv. de Domfront en Poiraie) |

## Toponymie
Le toponyme est attesté sous la forme Roellé en 1427. Il serait issu de l'anthroponyme gaulois Roudilla,.
Le gentilé est Rouelléen.

## Histoire

### Préhistoire

#### Âge du bronze
Découverte d'une hache plate en cuivre mêlé d’arsenic, fondue dans un moule monovalve, datant de la seconde moitié du 3e millénaire .

### Époque contemporaine
Le 1er janvier 2016, Rouellé intègre avec deux autres communes la commune de Domfront en Poiraie créée sous le régime juridique des communes nouvelles instauré par la loi no 2010-1563 du 16 décembre 2010 de réforme des collectivités territoriales. Les communes de Domfront, La Haute-Chapelle et Rouellé deviennent des communes déléguées et Domfront est le chef-lieu de la commune nouvelle.

## Politique et administration
| Période        | Période        | Identité                       | Étiquette                | Qualité |
| -------------- | -------------- | ------------------------------ | ------------------------ | --- |
| 1908           |                | Henri Georges Roulleaux-Dugage | Républicain progressiste | Député |
| octobre 1947   | septembre 1993 | Jacques Roulleaux-Dugage       | CNIP                     | Conseiller général Député (1945-46) Fils du précédent                                                         |
| septembre 1993 | juin 2010      | Colette Roulleaux-Dugage       | SE                       | Chevalier de la Légion d’honneur et Officier de l’Ordre national du Mérite épouse du précédent démissionnaire |
| juin 2010      | mars 2014      | Nicole Soquin                  | SE                       | Enseignante retraitée                                                                                         |
| mars 2014      | décembre 2015  | Chantal Heuzé                  | SE                       | Retraitée de l'agriculture                                                                                    |

Le conseil municipal était composé de onze membres dont le maire et deux adjoints. Ces conseillers intègrent au complet le conseil municipal de Domfront en Poiraie le 1er janvier 2016 jusqu'en 2020 et Chantal Heuzé devient maire délégué.

## Démographie
En 2021, la commune comptait 185 habitants. Depuis 2004, les enquêtes de recensement dans les communes de moins de 10 000 habitants ont lieu tous les cinq ans (en 2008, 2013, 2018, etc. pour Rouellé) et les chiffres de population municipale légale des autres années sont des estimations.
Rouellé a compté jusqu'à 590 habitants en 1800.
| 1793 | 1800 | 1806 | 1821 | 1831 | 1836 | 1841 | 1846 | 1851 |
| ---- | ---- | ---- | ---- | ---- | ---- | ---- | ---- | ---- |
| 530  | 590  | 584  | 545  | 588  | 540  | 549  | 514  | 534  |

| 1856 | 1861 | 1866 | 1872 | 1876 | 1881 | 1886 | 1891 | 1896 |
| ---- | ---- | ---- | ---- | ---- | ---- | ---- | ---- | ---- |
| 551  | 536  | 548  | 512  | 525  | 506  | 502  | 508  | 503  |

| 1901 | 1906 | 1911 | 1921 | 1926 | 1931 | 1936 | 1946 | 1954 |
| ---- | ---- | ---- | ---- | ---- | ---- | ---- | ---- | ---- |
| 504  | 435  | 421  | 384  | 376  | 375  | 341  | 348  | 340  |

| 1962 | 1968 | 1975 | 1982 | 1990 | 1999 | 2008 | 2013 | 2018 |
| ---- | ---- | ---- | ---- | ---- | ---- | ---- | ---- | ---- |
| 338  | 301  | 262  | 245  | 218  | 213  | 199  | 199  | 189  |

| 2019 | - | - | - | - | - | - | - | - |
| ---- | - | - | - | - | - | - | - | - |
| 188  | - | - | - | - | - | - | - | - |

## Lieux et monuments
- Église Saint-Pierre-Saint-Paul-et-Notre-Dame.
- Château de Lyvonnière (ou de Lhyvonnière ou L'Hyvonnière).
- Le monument aux morts, situé au bord de la RD 217, à côté de l'église Saint-Pierre-Saint-Paul-et-Notre-Dame. Il est surmonté de la statue du Poilu au repos, réalisée par Étienne Camus.

## Personnalités liées à la commune
- Famille Roulleaux-Dugage , dont :
  - Georges Roulleaux-Dugage (1849 - 1887 à Rouellé), député de l'Orne.
  - Henri Georges Roulleaux-Dugage (1879-1932), homme politique, député de l'Orne, maire de Rouellé,
  - Georges Henri Roulleaux-Dugage (1881 à Rouellé -1952), homme politique, député de l'Orne, maire de Saint-Bômer-les-Forges.